# Rudi Goguel
Rudolf „Rudi“ Oskar Goguel [go‘gɛl] (* 21. April 1908 in Straßburg, Deutsches Reich; † 6. Oktober 1976 in Ost-Berlin) war ein deutscher Widerstandskämpfer während der nationalsozialistischen Herrschaft. Als Mitglied der KPD verhaftet und interniert, komponierte er im Krankenrevier während seiner Haftzeit im Emslandlager KZ Börgermoor das bekannte Moorsoldatenlied.

## Biografie

### Leben bis 1933
Rudolf Goguel war das zweite Kind einer recht wohlhabenden bürgerlichen Familie. Die Mutter Selma Eléonore Stahl entstammte dem protestantischen Großbürgertum und war zunächst Hausfrau. Der Vater Oskar Goguel (1865–1935) hatte sich aus kleinen Verhältnissen zum Musiklehrer und Inhaber eines Konservatoriums hochgearbeitet. Die Eltern trennten sich um 1913, als Goguel fünf Jahre alt war.
Als Jugendlicher war Goguel mit völkischen Gruppen wandern und musizieren; er nahm auch an paramilitärischen Übungen teil. Seine Eltern verarmten durch die Scheidung, den Rückfall Straßburgs an Frankreich nach dem Ende des Ersten Weltkriegs und durch die 1914 beginnende Inflation, die nach einer Hyperinflation 1923 mit einer Währungsreform 1924 endete. Goguels Leidenschaft war die Musik; seine Eltern konnten ihm aber kein Musikstudium ermöglichen.
Nach dem Abitur 1926 in Freiburg im Breisgau machte Goguel eine Lehre zum kaufmännischen Angestellten und arbeitete später in der Werbeabteilung einer Düsseldorfer Maschinenfabrik. In dieser Zeit wandte er sich vom romantischen Rechtsradikalismus ab. Seine Freizeit gehörte der Musik und er wurde Mitglied einer Gruppe von jungen, SPD-nahen Musikreformern, der „Musikantengilde“, die ihn auch politisch stark beeinflusste.
1930 trat Goguel der KPD bei und der Revolutionären Gewerkschaftsopposition (RGO). Eine wichtige Rolle spielte dabei auch der Schauspieler und Regisseur Wolfgang Langhoff. Ende 1932 war Goguel Instrukteur bei der RGO für die Angestelltenarbeit in drei Bezirken. Im Juni 1932 entließ die Maschinenfabrik ihn wegen eines Artikels in der illegalen Betriebszeitung und seines politischen Engagements als KPD-Funktionär.

### Zeit des Nationalsozialismus
Nach der Machtergreifung der Nationalsozialisten wurde er verhaftet und ins KZ Börgermoor im Emsland verschleppt. Dort komponierte er 1933 die Melodie des Moorsoldatenliedes (Text: Johann Esser und Wolfgang Langhoff).
Nach seiner Entlassung 1934 aufgrund eines Gnadengesuches seiner todkranken Mutter ging er in den Untergrund und arbeitete in der Illegalität für die KPD. Dabei kam es zu ersten größeren Konflikten mit der Partei. Im Gegensatz zu anderen glaubte er nicht mehr an die unmittelbar bevorstehende Revolution oder an den schnellen Zusammenbruch der NS-Herrschaft.
Am 27. September 1934 wurde er ein zweites Mal verhaftet. In den folgenden Tagen wurde er dermaßen gefoltert, dass er einen engen Mitarbeiter verriet. Daraufhin stürzte er sich von der zweiten Etage des Polizeigefängnisses in den Keller. Eine schwere Kopfverletzung sowie ein steifer Arm waren die Folge. Die Kopfverletzung führte ab 1938 zu immer wiederkehrenden Anfällen traumatischer Epilepsie. In einem Gerichtsprozess wurde er zu zehn Jahren Zuchthaus wegen Vorbereitung zum Hochverrat verurteilt. Die Strafe verbüßte er von 1934 bis 1944 in den Zuchthäusern Remscheid-Lüttringhausen, Wolfenbüttel, Celle und Hameln.
Nach seiner Entlassung aus der Haft am 27. September 1944 wurde er umgehend in „Schutzhaft“ genommen und über das KZ Sachsenhausen ins KZ Neuengamme verschleppt. Dieses KZ wurde Anfang Mai 1945 vor den heranrückenden britischen Soldaten der alliierten Invasionsstreitkräfte geräumt. Die KZ-Häftlinge wurden auf Schiffe in der Lübecker Bucht gebracht. Goguel zählt zu den wenigen Überlebenden der Bombardierung der Häftlingsflotte durch britische Flugzeuge am 3. Mai 1945. Insgesamt waren auf dem Häftlingsschiff Cap Arcona und weiteren Schiffen viele tausend KZ-Häftlinge zusammengepfercht, von denen die meisten beim Bombardement starben.

### Leben 1945 bis 1952
Nach dem Ende des Zweiten Weltkriegs ging Goguel nach Süddeutschland. Seine Verlobte wohnte in Konstanz. Er arbeitete 1946 als Redakteur und Politiker für die KP Südbaden und Konstanz. Goguel wurde von der französischen Besatzungsmacht als einer der Vertreter von vier Parteien eingesetzt für die Redaktion und herausgebende Gesellschaft des Südkuriers, zusammen mit Hermann Fiebing, Hermann Dörflinger, Karl Julius Großhans und Friedrich Munding.
Damals verfasste er seine Autobiographie Es war ein langer Weg. 1949 kandidierte er bei der Bundestagswahl für die KPD. Nach massiven parteiinternen Auseinandersetzungen enthielt sich Goguel fortan jeden Engagements in seiner Partei. Nach einer Tätigkeit für den Parteiverlag in Düsseldorf ging er 1952 nach Ostberlin.

### Leben in der DDR

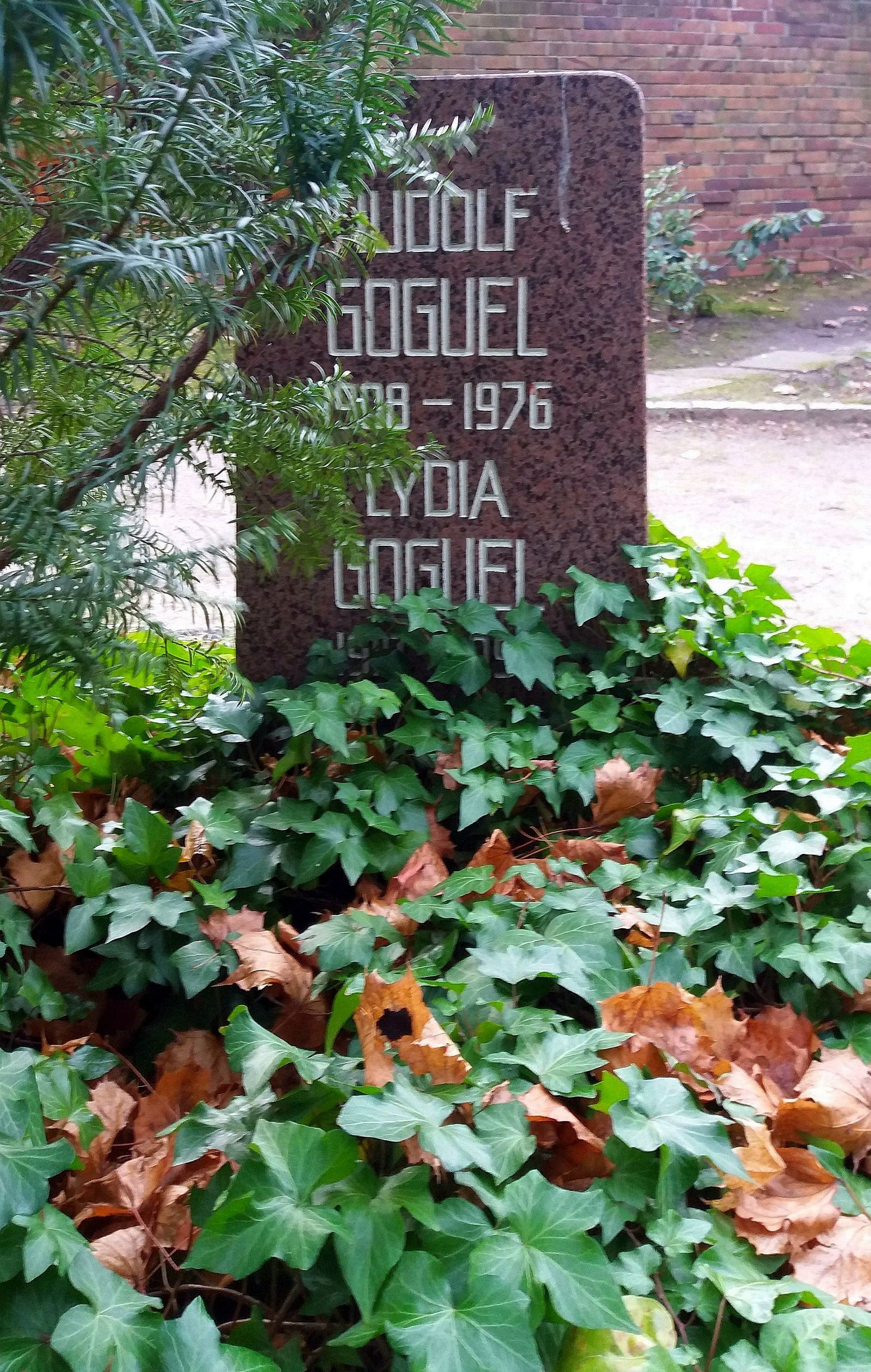
Grabstätte

In Ostberlin erhielt Goguel eine Anstellung beim Deutschen Institut für Zeitgeschichte (DIZ). Von 1959 bis 1968 war er Abteilungsleiter an der Humboldt-Universität Berlin für die „Geschichte der imperialistischen Ostforschung“. Er durfte auch ohne akademische Ausbildung einen Doktorgrad erwerben. Nachdem die Abteilung gegen Goguels Widerstand dem Deutschen Wirtschaftsinstitut angegliedert worden war, ging Goguel 1969 enttäuscht in den Ruhestand.
1964 zählte er zu den Mitbegründern der Lagergemeinschaft Neuengamme im Komitee der antifaschistischen Widerstandskämpfer der DDR. Sein Buch über seine Erlebnisse an Bord der Cap Arcona erschien 1972. Ein Jahr später erschien sein Beitrag in dem Sammelband Juden unterm Hakenkreuz. 1973 erhielt er den Vaterländischen Verdienstorden in Silber.
Goguel erlag am 6. Oktober 1976 im Alter von 68 Jahren einem Hirnschlag. Seine Urne wurde in der Grabanlage Pergolenweg des Berliner Zentralfriedhofs Friedrichsfelde beigesetzt. Die Grabrede hielt der Journalist Gerhard Leo, ein Freund aus den Tagen beim „Freien Volk“ in Düsseldorf.

## Privates
Rudi Goguel war verheiratet mit Lydia Goguel (1910–1999), ihr Sohn Thomas Goguel (* 1946) lebt in Berlin. Rudi Goguels Bruder ist der Schauspieler Hans Goguel. Die beiden Brüder entstammen der Familie Goguel, deren Wurzeln sich bis 1440 zurückverfolgen lassen. Seine Urahnen lebten in dem Dorf Allondans bei Montbéliard, das 1400 bis 1780 unter dem Namen Mömpelgard zur Grafschaft (ab 1495 Herzogtum) Württemberg gehörte. Diese Linie der Goguels legt großen Wert auf die französische Aussprache des Namens Goguel [go‘gɛl] – Oskar Goguel unterschrieb deshalb auch gern mit „Gogel“ – während sich für die Nachkommen der Linie Goguel, die schon 1737 Montbéliard verlassen hat, um sich in Weigelsdorf (Niederschlesien) niederzulassen, die deutsche Aussprache [‘goguel] etabliert hat. Zu der schlesischen Linie gehören u. a. die Musikpädagogin Else Goguel (1924–2017) und der Chemiker Reiner Goguel (* 1935) sowie Hans Goguel (1900–1985) mit seinen beiden Kindern, dem Mathematiker Johann Heinrich Goguel (* 1945) und der Augenärztin Elisabeth Goguel-Durst (* 1948) sowie der Jurist Kurt Goguel (1902–1984). Von der Linie Goguel, die Frankreich nicht verlassen hat, sind der Theologieprofessor Maurice Goguel mit seinen drei Kindern, dem Geologen Jean Goguel, dem Politologen François Goguel und der Religionsgeschichtlerin Élisabeth Labrousse zu nennen sowie der Ingenieur Montézuma Goguel (1842–1903), der Lesseps beim Bau des Suezkanals assistierte.

## Werke
- Es war ein langer Weg. Komet, Düsseldorf 1947.
  - Es war ein langer Weg. Volksverlag, Singen 1948.
  - Es war ein langer Weg. Hg. Mahn- und Gedenkstätte, Düsseldorf 2007, ISBN 978-3-9807674-7-7.
- Über die Mitwirkung deutscher Wissenschaftler am Okkupationsregime in Polen im Zweiten Weltkrieg. Berlin 1964.
- Rudi Goguel und Heinz Pohl: Oder-Neisse – Eine Dokumentation. In: Deutsches Institut für Zeitgeschichte, Berlin (Hrsg.): Reihe Quellen und Studien. Kongress-Verlag, Berlin 1956 (200 S.).
  - in Russ. Oder-Nejsse granica mira. Izd. inostrannoj literatury, Moskau 1960.
- Wie es zur Oder-Neisse-Grenze kam. Referentenmaterial. Sektion Gesamtdeutsche und internationale Fragen, Heft 11, 1956.
- Polen, Deutschland und die Oder-Neisse-Grenze. Rütten & Loening, Berlin 1959.
- Nauka w służbie “Drang nach Osten”. Sekretariat Stanu do Spraw Szkolnictwa Wyższego i Zawodowego.[24] Berlin 1960 (polnisch).
- Studien zur Geschichte der sozialistischen Länder Europas. Hg. Humboldt-Universität zu Berlin. 1968.
- Cap Arcona. Röderberg, Frankfurt 1972; 1982.2
  - Kap Arkona. Izdatel’stvo Progress, Moskau 1975.
- Antifaschistischer Widerstandskampf. Hg. Zentralleitung des Komitees der Antifaschistischen Widerstandskämpfer der DDR. Berlin 1974.
- Antifaschistischer Widerstand und Klassenkampf. Militärverlag der DDR, Berlin 1976.